# Kunti K
Kunti K., né en 1974, est un ancien commandant de la faction armée ULIMO, actif lors de la première guerre civile libérienne. Né au Liberia, il obtient ensuite la nationalité néerlandaise. 

## Procédure judiciaire

### Arrestation
En juillet 2018, l'ONG suisse Civitas Maxima a déposé une plainte à son égard auprès du Procureur de Paris, au nom de victimes libériennes. Kunti K. a été arrêté peu après, en septembre 2018, soupçonné d'avoir commis des crimes contre l'humanité et des actes de tortures, d'utilisation d'enfants-soldats, de meurtres, d'actes de cannibalisme et de mise en esclavage, entre 1993 et 1997,.

### Libération provisoire
Kunti K. a été libéré de sa détention provisoire en raison d'une erreur de procédure signalée par son avocat, Me Tarek Koraitem.

### Nouvelle arrestation
Kunti K. a été arrêté une deuxième fois après avoir manqué à une des conditions de sa remise en liberté. Son procès s'est tenu à Paris du 10 octobre au 2 novembre 2022,.